# Ґолашево (Куявсько-Поморське воєводство)
Ґолашево (пол. Gołaszewo) — село в Польщі, у гміні Коваль Влоцлавського повіту Куявсько-Поморського воєводства.
Населення — 357 осіб (2011).
У 1975-1998 роках село належало до Влоцлавського воєводства.

## Демографія
Демографічна структура станом на 31 березня 2011 року:
|          | Загалом | Допрацездатний вік | Працездатний вік | Постпрацездатний вік |
| -------- | ------- | ------------------ | ---------------- | -------------------- |
| Чоловіки | 185     | 30                 | 131              | 24                   |
| Жінки    | 172     | 22                 | 100              | 50                   |
| Разом    | 357     | 52                 | 231              | 74                   |